# 梁子湖
30°14′56″N 114°32′32″E / 30.24889°N 114.54222°E
梁子湖位于中国湖北省东南部，是中国十大淡水湖之一，也是湖北省第二大湖。
梁子湖由东梁子湖、西梁子湖、牛山湖组成，略呈三菱形，三湖中间为梁子岛。湖面南北最宽处32公里，东西最宽处22公里，由316个湖汊组成。流域面积2085平方公里，湖面面积300余平方公里，湖容约9亿立方米，平均水深3.5-4米，最深处20米。湖滨东为平原，其余多丘陵，湖中多小山。
梁子湖西部由武汉市江夏区管辖，东部由鄂州市梁子湖区管辖。
西北有河道与汤逊湖相通，并进而通往长江，东部通过45公里的河道在鄂州市区注入长江。
2016年7月14日「湖北還湖」，行永久性「退垸還湖」以利蓄洪，梁子湖與牛山湖間長37公里的隔堤爆破後，梁子湖面積由271平方公里恢復為近400平方公里。同时，堤上的道路Y080中断。 